# Pandiaka lanuginosa
Pandiaka lanuginosa är en amarantväxtart som först beskrevs av Schinz, och fick sitt nu gällande namn av Schinz. Pandiaka lanuginosa ingår i släktet Pandiaka och familjen amarantväxter. Inga underarter finns listade i Catalogue of Life.